# چرخش معناشناختی
چرخش معناشناختی (به انگلیسی: The Semantic Turn) به جابجایی پارادایم در طراحی مصنوعات – صنعتی، گرافیکی، اطلاعاتی، معماری و اجتماعی – از تأکید بر نحوهٔ عملکرد مصنوعات به معنای آن‌ها برای کسانی که تحت تأثیر آن‌ها هستند اشاره دارد – معناشناسی دغدغهٔ معنا است. این یک پایهٔ جدید برای طراحی حرفه‌ای، یک گفتمان طراحی دقیق، تدوین روش‌های اثبات شده، توجیه علمی قانع کنندهٔ محصولات خود، و یک هویت واضح برای طراحان حرفه‌ای که در شبکه‌ای از ذینفعان خود کار می‌کنند، فراهم می‌کند.
چرخش معناشناختی حاکی از تمایزی بین کار فنی و غیرمرتبط با کاربر مصنوعات و تعاملات انسانی با مصنوعات به صورت فردی، اجتماعی و فرهنگی را نشان می‌دهد. توجه به بعد فنی مصنوعات، به عنوان مثال، توسط دانشمندان کاربردی، مهندسین مکانیک یا الکترونیک و متخصصان اقتصاد، تولید و بازاریابی، طراحی فن‌آوری محور نامیده می‌شود. موضوع خود را به گونه‌ای بیان می‌کند که کاربران عادی ممکن است آن را درک نکنند و معیارهای طراحی را اعمال می‌کند که کاربران فن‌آوری به آن اهمیت نمی‌دهند. توجه به مفاهیمی که کاربران برای مصنوعات خود به ارمغان می‌آورند، نحوهٔ استفاده از آن‌ها و صحبت در مورد آن‌ها و در میان ذینفعان مختلف، حوزه طراحی انسان-محور است. برای کاربران عادی، آرایش و عملکرد فنی مصنوعات صرفاً پس‌زمینهٔ چیزی است که واقعاً برای آن‌ها اهمیت دارد.
نمونه بارز این تمایز، طراحی کامپیوترهای شخصی است. برای اکثر مردم، عملیات داخل یک کامپیوتر غیرقابل درک است، اما به دور از دردسر است، زیرا کامپیوترها به گونه‌ای طراحی شده‌اند که عمدتاً از طریق رابط‌هایشان تجربه شوند. رابط‌های انسان-کامپیوتر شامل نمادها، متون و کنترل‌هایی است که به صورت تعاملی قابل تنظیم مجدد هستند که کاربران می‌توانند آن‌ها را به صورت روزمره درک کنند و برای اهداف مطلوب خود دستکاری کنند. طراحی مصنوعات هوشمند نشان می‌دهد که ضرب‌المثل قدیمی «فرم تابعی از عملکرد است» دیگر معتبر نیست – به جز برای ساده‌ترین ابزارها. چرخش معناشناختی نشان می‌دهد که تخصص منحصر به فرد طراحان انسان-محور در طراحی رابط‌های انسانی با مصنوعاتی است که معنی‌دار، آسان برای استفاده و حتی لذت بخش برای تجربه هستند، خواه ابزارهای سادهٔ آشپزخانه، سیستم‌های خدمات عمومی، فضاهای معماری یا کمپین‌های اطلاعاتی باشند. اگرچه یک خودرو به وضوح باید به عنوان وسیله حمل و نقل عمل کند، طراحان انسان-محور بر تجربیات رانندگی، سهولت کار، احساس ایمنی و… از جمله معانی اجتماعی رانندگی یک خودروی خاص تأکید دارند. از آنجایی که مصنوعات باید در ابعاد مختلفی کار کنند، طراحان انسان-محور باید حس تشخیصی داشته باشند و بتوانند با همهٔ ذینفعان مربوطه دربارهٔ ابعاد مختلف مصنوع، کار کنند.

## چرخش معناشناختی: کتاب و مضامین آن
چرخش معناشناختی همچنین عنوان کتابی است از کلاوس کریپندورف، استاد ارتباطات در دانشگاه پنسیلوانیا، متخصص سایبرنتیک، طراح دارای منزلت، و محققی که مطالب زیادی را برای پیشرفت علم طراحی منتشر کرده‌است. عنوان فرعی کتاب، بنیادی نوین برای طراحی، طراحی مجدد شیوه‌های طراحی در فرهنگ طراحی انسان-محور را پیشنهاد می‌کند. کریپندورف دیدگاهی فراگیر از طراحی دارد و آن را بر معانی که مصنوعات به دست می‌آورند و آنچه که دغدغه اصلی طراحان است یا باید باشد متمرکز می‌کند.
چرخش معناشناختی نشان‌دهندهٔ تحولی از «معناشناسی محصول» توسط کریپندورف و باتر است، که به عنوان «یک تحقیق سیستماتیک دربارهٔ اینکه چگونه مردم معانی را به مصنوعات نسبت می‌دهند و بر این اساس با آن‌ها تعامل دارند» و «واژگان و روش‌شناسی برای طراحی مصنوعات با توجه به معانی که می‌توانند برای کاربران و جوامع ذینفعان خود به دست آورند» تعریف شد. با حفظ تأکید بر معنا و اهمیت هر دو نظریه و عمل، چرخش معناشناختی نگرانی‌های طراحان را ابتدا به چالش‌های جدید طراحی، از جمله طراحی مصنوعات ناملموس تر مانند خدمات، هویت‌ها، رابط‌ها، سیستم‌های چند کاربره، پروژه‌ها و گفتمان‌ها؛ و دوم، در نظر گرفتن معنای مصنوعات در استفاده، در زبان، در کل چرخه زندگی مصنوع، و در بوم‌شناسی مصنوعات، گسترش می‌دهد.

### طراحی
از نظر کریپندورف، طراحی «آنچه را که به‌طور طبیعی به وجود نمی‌آید به ارمغان می‌آورد (...)؛ مصنوعات قابل تحقق را به دیگران پیشنهاد می‌کند (...) باید از زندگی جوامع بزرگ ایده‌آل حمایت کند (...) و باید برای اکثر افراد، ایده‌آل باشد، همه کسانی که در آن‌ها سهم دارند». بنابراین، طراحی با معنایی که سهامداران به مصنوعات نسبت می‌دهند، درگیری نزدیکی دارد. طراحان «آینده‌های ممکن را در نظر می‌گیرند (...) مطلوبیت آن‌ها را ارزیابی می‌کنند (...) و مسیرهای واقع بینانه از زمان حال به سمت آینده‌های مطلوب را ایجاد و کار می‌کنند و آن‌ها را به کسانی پیشنهاد می‌کنند که می‌توانند طرحی را به ثمر برسانند». با اذعان به اینکه تمام طراحی در خدمت دیگران است، چرخش معناشناختی با کاربر به عنوان افسانهٔ آماری برخورد نمی‌کند، بلکه به عنوان سهامداران آگاه و شرکای ضروری در فرآیندهای طراحی انسان-محور تلقی می‌کند.

## یادداشت
1. ↑  Krippendorff, Klaus & Butter, Reinhart (1993). Where Meanings Escape Functions. Design Management Journal 4, 2, pp. 30–37.
2. ↑  Krippendorff, Klaus (2006). The Semantic Turn; A New Foundation for Design. Boca Raton, London, New York: Taylor&Francis, CRC Press.
3. ↑  Krippendorff, Klaus & Butter, Reinhart (Eds.) (1989)
4. ↑  Krippendorff (2006), pp. 25–26
5. ↑  Krippendorff (2006), pp. 28–29
6. ↑  Krippendorff (2006), pp. 63–65